# 瓦当

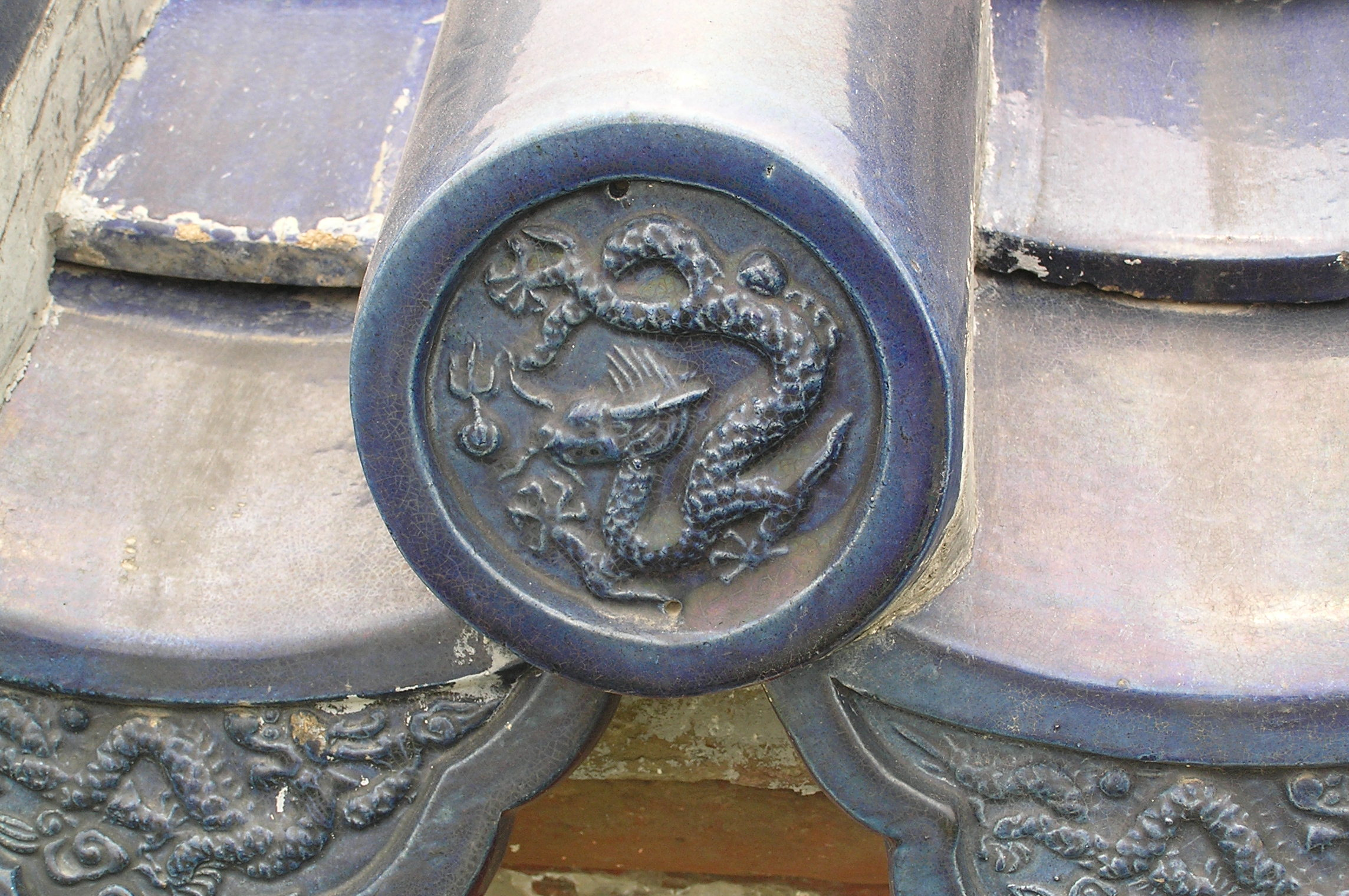
瓦當

瓦当，日本稱為軒丸瓦、鐙瓦，是屋檐最前面的圓形瓦，位於筒瓦之前，主要用于保护木制飞檐、排水防水、美化屋面轮廓。上带花纹垂挂原型，图案设計优美、字体行云流水，有云头纹、饕餮纹、文字纹、动物纹、植物紋等吉祥圖案，在日本、琉球還有以家紋為圖案的，是精致的艺术品。

## 功能
瓦当是建筑用瓦的重要构件，便于屋顶漏水、保护檐头。

## 材质
有灰陶、琉璃、金属等。唐朝以后出现琉璃瓦当，有青、绿、蓝、黄等各种颜色，用于高级建筑。宋元明清时期，出现金属瓦当，金属瓦当有铸铁、黄铜、抹金等三个品种。日本有金箔瓦當。

## 历史
瓦当是于战国时期的建筑大师鲁班所发明。
两汉时期最流行卷云纹瓦当和吉祥文字瓦当。

西汉末年到新莽时期出现青龙、白虎、朱雀、玄武四神瓦当，以及“汉并天下”、“长乐未央”等西汉文字瓦当。在长安城一直，还发现“延年益寿，与天相侍，日月同光”为内容的十二字瓦脊。内蒙古包头市出土东汉时代的“单于和亲”瓦当，体现了当时汉族与匈奴的和睦关系。